# بيترو بيروجينو
بيترو بيروجينو (بالإيطالية: Pietro Perugino)‏ (تقريباً 1446/1450-1523). ولد باسم بيترو فانوتشي وكان من رسامي عصر النهضة الإيطالية من المدرسة الأمبرية. وضع بعض الصفات التي أوجدت التعبير الكلاسيكي في عصر النهضة العليا. كان رفائيل تلميذه الأكثر شهرة.

## معرض صور

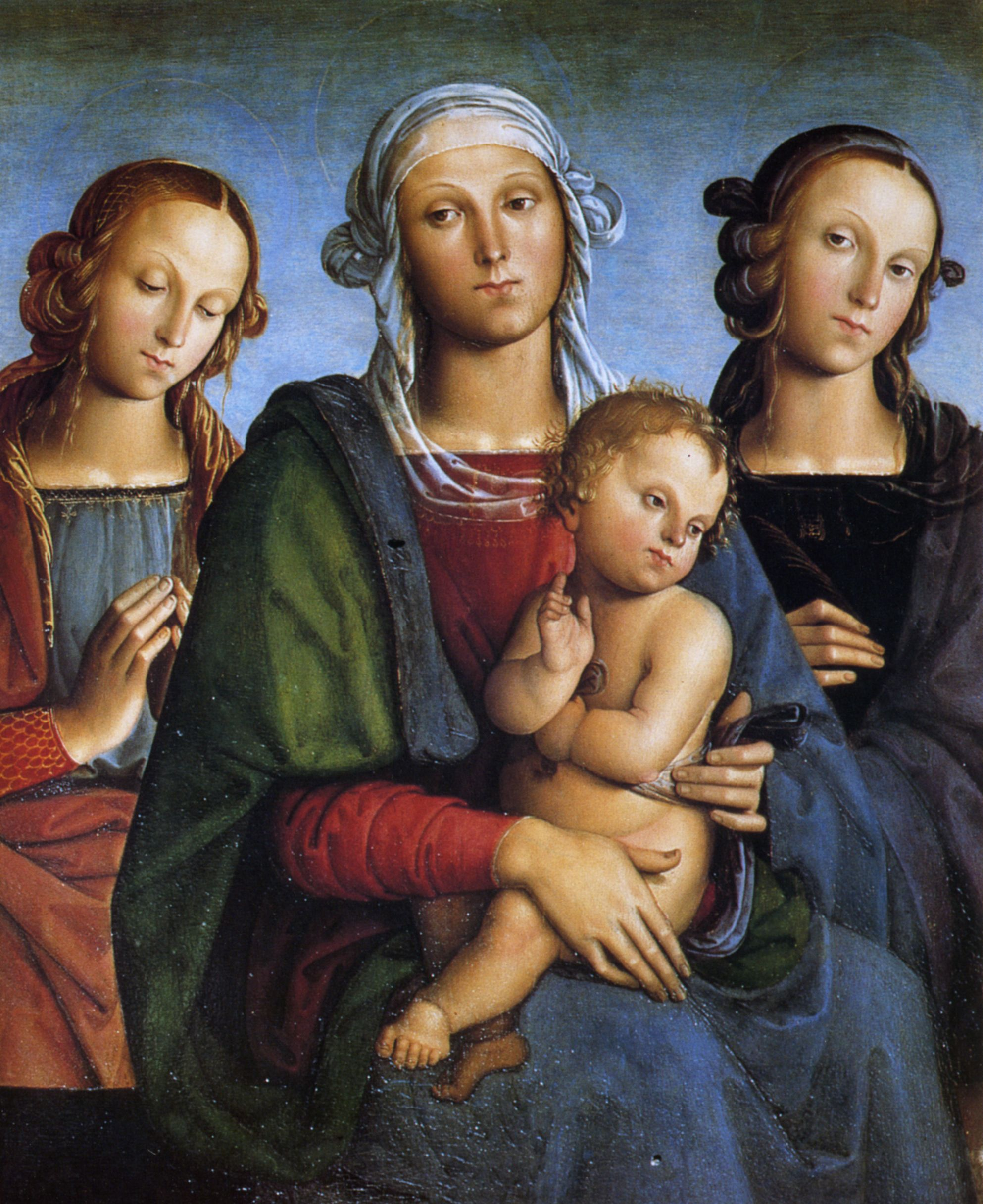
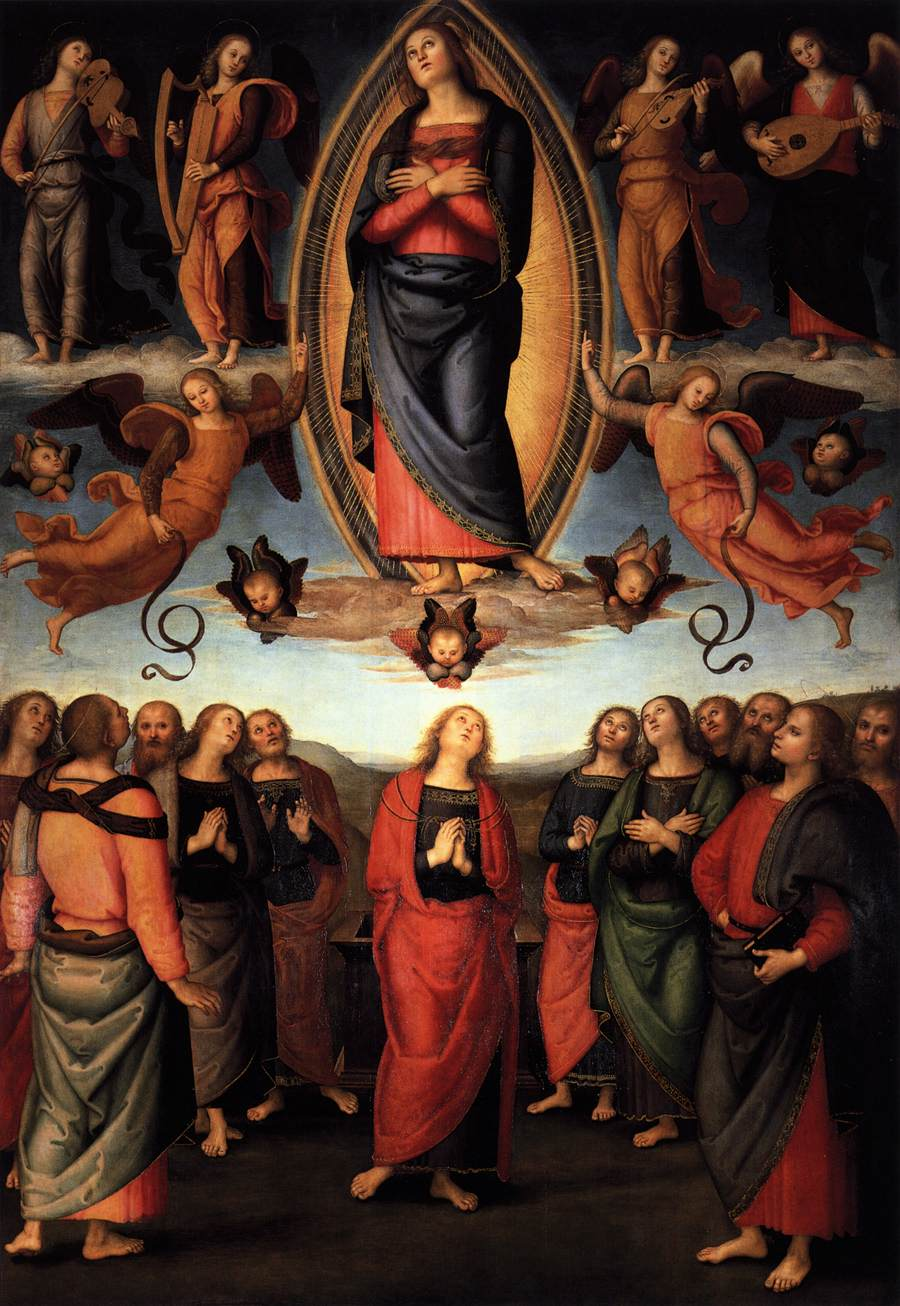
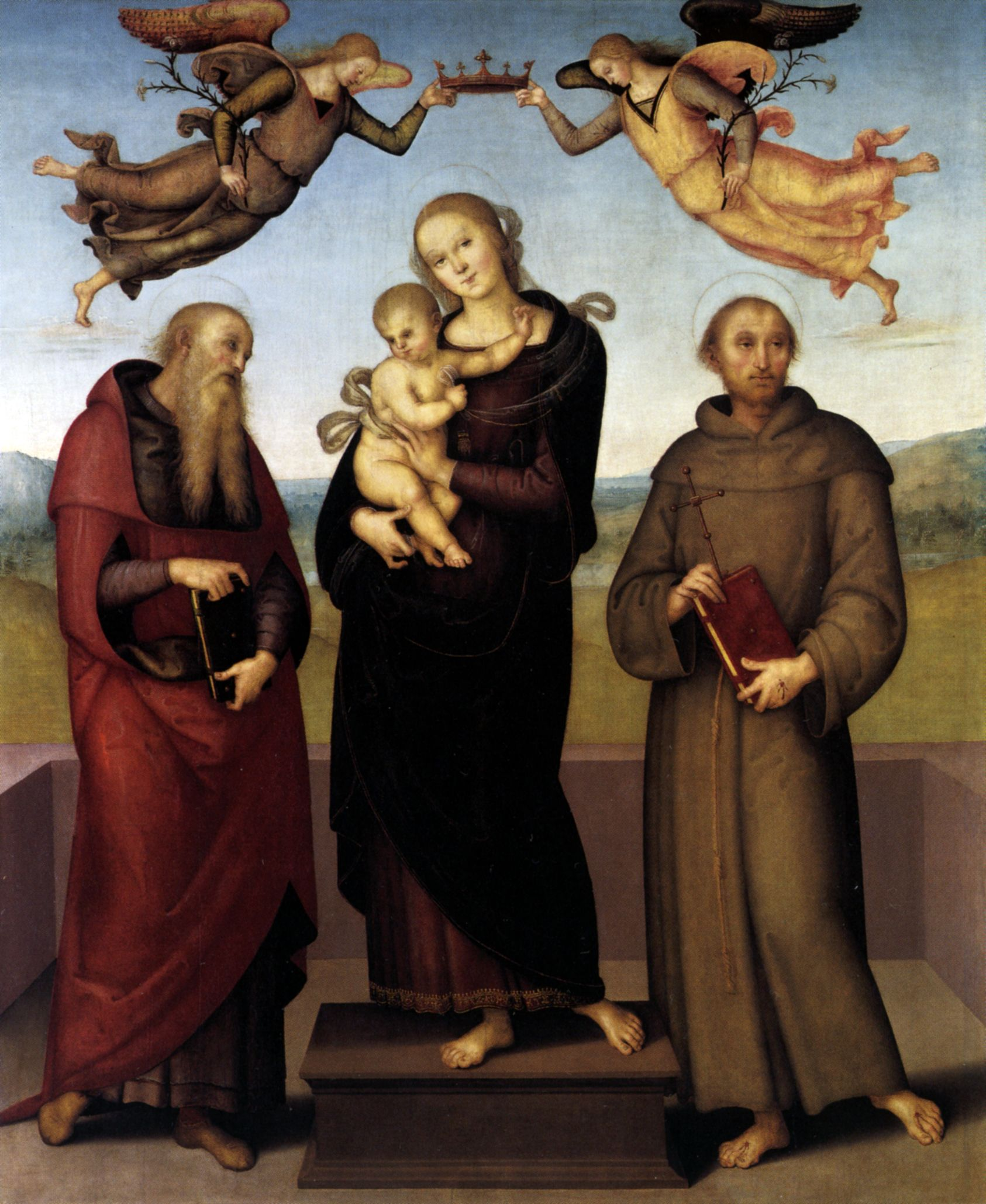
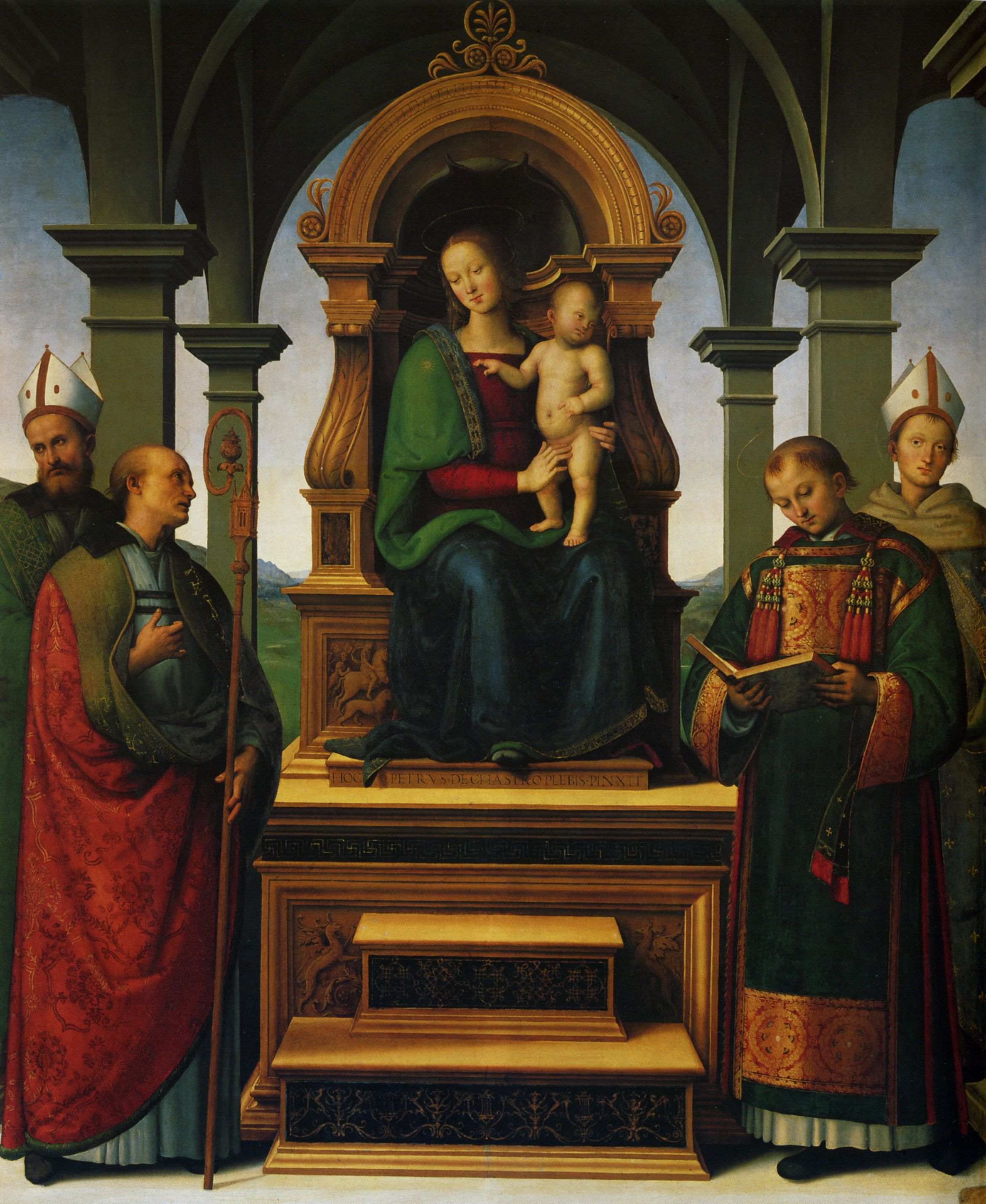

## روابط خارجية
- بيترو بيروجينو على موقع الموسوعة البريطانية (الإنجليزية)
- بيترو بيروجينو على موقع إن إن دي بي (الإنجليزية)